# Болгарчай
Болгарчай (на азерски: Bolqarçay) е река в Азербайджан. Дължината ѝ е 134 км, а площта на басейна ѝ – 2170 km². Извира от северните склонове на Талишките планини. В долното си течение река Болгарчай пресъхва. Използва се за напояване. По горното ѝ течение минава границата между Азербайджан и Иран.